# Cosmosoma rubritarsis
Cosmosoma rubritarsis là một loài bướm đêm thuộc phân họ Arctiinae, họ Erebidae.